# Жербицький Володимир Геннадійович
Володи́мир Генна́дійович Жерби́цький — генерал-полковник юстиції (від 24.8.2016) — перший заступник Головного військового прокурора.

## Життєпис
Станом на 2008 рік — начальник відділу Генеральної прокуратури України.
За Президента Віктора Ющенка Жербицький розслідував справу про хабар голові Львівського апеляційного адміністративного суду Ігоря Зварича. За його упіймання Жербицький отримав персональну нагороду від Президента Ющенка.
2014 року брав участь в затриманні прокурора Краматорська та начальника по боротьбі з економічними злочинами Краматорської міліції — за системне хабарництво.
Підтримав ініціативу прокуратури про повернення в армію гауптвахти — як форми покарання.
2015 року Президент Петро Порошенко присвоїв Жербицькому чин державного радника юстиції 2 класу. 24 серпня 2016 присвоєне чергове звання — генерал-полковник юстиції.
2016 вийшла стаття «Володимир Жербицький: мені хабарів не пропонують. Знають, що „візьму“ разом з хабародавцем» у якій В. Г. Жербицький повідомив про свою принципову позицію по відношенню до виявлення правопорушень.
28 вересня 2017 звільнений з військової служби у відставку за віком із правом носіння військової форми одягу.
15 серпня 2019 року в засобах масової інформації вийшла стаття «Агонія військової прокуратури імені Матіоса» колишнього співробітника військової прокуратури, в якій зазначається про незаконне присвоєння військового звання генерал-полковника юстиції [Архівовано 14 січня 2021 у Wayback Machine.] генерал-лейтенанту юстиції В. Г. Жербицькому та його причетність до незаконної діяльності А. В. Матіоса.